# Vidéoconférence des membres du Conseil européen des 25 et 26 février 2021
Le Conseil européen des 25 et 26 février 2021 est consacré à la situation épidémiologique concernant la Covid-19 en Europe, aux questions de sécurité et de défense de l'Union, ainsi qu'au voisinage méridional.

## Covid-19 et politique de santé de l'Union
Pour un article plus général, voir Pandémie de Covid-19 en Europe.
Pour les dirigeants européens, la priorité demeure que soient d'urgence accélérées l'autorisation de vaccins, leur production et leur distribution, ainsi que la vaccination elle-même. La Commission est exhortée à collaborer avec les entreprises et les États membres afin d'accroître la capacité de production actuelle de vaccins, d'adapter les vaccins aux nouveaux variants, d'accélérer la mise à disposition des matières premières, de faciliter les accords entre fabricants tout au long des chaînes d'approvisionnement, d'examiner les installations existantes afin de contribuer à l'accroissement de la production dans l'UE Les dirigeants européens demandent aux entreprises d'assurer la prévisibilité de la production de vaccins et de respecter les délais de livraison contractuels.
L'urgence est d'autant plus grande que la pénurie de vaccins pousse certains États à recourir au vaccin russe ainsi que la Hongrie l'a déjà fait. 
Sans qu'à ce stade un accord se soit esquissé, les dirigeants demandent à la Commission européenne de faire des propositions sur une approche commune concernant un éventuel certificat de vaccination européen. Certains pays comme la Grèce, l’Espagne ou encore l’Autriche y sont favorables afin de préserver leur saison touristique à venir, tandis que d'autres comme la France, l’Allemagne, les Pays-Bas et la Belgique sont beaucoup plus prudents.
Les Vingt-Sept veulent toutefois continuer de renforcer l’Europe de la santé pour répondre aux urgences sanitaires. Après avoir approuvé l'incubateur HERA destiné à anticiper la menace des variants du virus de la COVID-19, ils ont chargé la Commission de présenter en juin 2021 un rapport sur les leçons à tirer de la pandémie de Covid-19.

## Sécurité et défense
Pour des articles plus généraux, voir Relations entre l'Organisation du traité de l'Atlantique nord et l'Union européenne et Politique de sécurité et de défense commune.
Le retour à une relation transatlantique apaisée permet une relance du dialogue entre l'Union européenne et l'OTAN, dont le secrétaire général, Jens Stoltenberg, a été appelé à participer au Conseil européen. Il ne s'agit pas pour les dirigeants européens d'un désir de retour à une dépendance quasi-totale de l'OTAN pour assurer leur sécurité. Ils ont réaffirmé « que, face à une instabilité accrue dans le monde, l'UE doit assumer une plus grande responsabilité pour ce qui est de sa sécurité ». Dans le même temps, ils se disent « déterminés à coopérer étroitement avec l'OTAN, dans le plein respect des principes énoncés dans les traités et de ceux que le Conseil européen a adoptés »,.
Si l'administration Biden entend coopérer de façon constructive avec les Européens, elle n'en maintient pas moins les mêmes exigences que l'administration Trump relatives au renforcement de leur effort de défense. Les Vingt-Sept se disent prêts à renforcer les capacités opérationnelles civiles et militaires de l'Union et à lutter contre les nouvelles menaces technologiques,.
Pour ce faire, les dirigeants veulent définir d'ici mars 2022 une « boussole stratégique », sorte de « livre blanc » des orientations stratégiques de l'Union, dont un premier volet consacré à l'analyse des menaces a été élaboré fin 2020 sous l'impulsion de la présidence allemande,,.

## Sources

#### Documents de l'UE
- « Vidéoconférence des membres du Conseil européen, 25-26 février 2021 », sur Consilium, 26 février 2021.
- « Déclaration des membres du Conseil européen, 25 et 26 février 2021 », sur Consilium, 26 février 2021.

#### Articles
- Virginie Malingre, « Covid-19 : un Conseil européen inquiet du retard de la vaccination et méfiant vis-à-vis des laboratoires », Le Monde,‎ 26 février 2021 (lire en ligne).
- Jean-Pierre Stroobants, « Les Vingt-Sept relancent le chantier de leurs liens avec l’OTAN », Le Monde,‎ 26 février 2021 (lire en ligne).
- Anne Rovan, « La défense européenne en quête de «boussole» », Le Figaro,‎ 26 février 2021 (lire en ligne).
- Anne Rovan, « Covid-19: la stratégie des Vingt-Sept suspendue à l’arrivée de vaccins », Le Figaro,‎ 26 février 2021 (lire en ligne).

## Compléments